# Twierdzenie Pascala

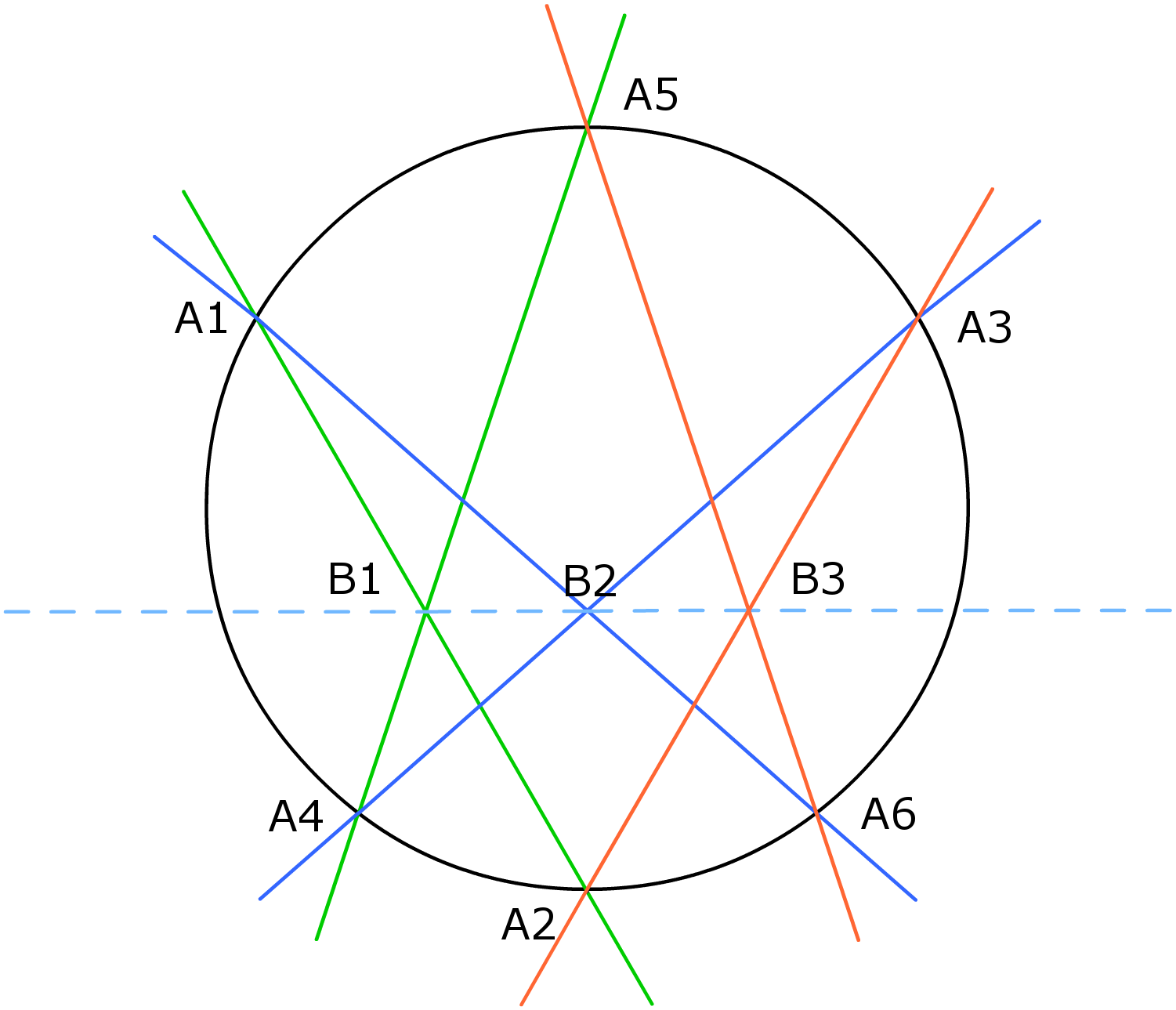
Ilustracja przypadku twierdzenia dla okręgu.

Twierdzenie Pascala – twierdzenie geometryczne udowodnione przez Blaise’a Pascala w wieku 16 lat.
Twierdzenie to jest dualne w geometrii rzutowej do twierdzenia Brianchona (co oznacza, że twierdzenia te są równoważne). Najbardziej elementarny dowód twierdzenia Pascala wykorzystuje twierdzenie Menelaosa. Jego szczególnym przypadkiem jest twierdzenie Pappusa.

## Twierdzenie
Niech dane będzie sześć punktów {\displaystyle A1,A2,A3,A4,A5,A6} leżących na krzywej stożkowej, zaś {\displaystyle B1,B2,B3} oznaczają punkty przecięcia odpowiednio prostych {\displaystyle A1A2} oraz {\displaystyle A4A5,} {\displaystyle A1A6} oraz {\displaystyle A3A4,} {\displaystyle A2A3} oraz {\displaystyle A5A6.} Wówczas punkty {\displaystyle B1,B2,B3} są współliniowe.
W szczególności, dla każdego sześciokąta wpisanego w krzywą stożkową trzy punkty będące przecięciami jego przeciwległych boków leżą na jednej prostej.

## Uogólnienia
August Ferdinand Möbius w 1847 roku uogólnił twierdzenie Pascala do postaci:
Niech dane będzie dla wielokąta o {\displaystyle 4n+2} bokach wpisanego w krzywą stożkową {\displaystyle 2n+1} punktów będących przecięciami par przeciwległych boków. Jeżeli {\displaystyle 2n} z tych punktów leży na jednej prostej, to pozostały punkt również leży na tej prostej.